# Apodemia hypoglauca
Apodemia hypoglauca är en fjärilsart som beskrevs av Frederick DuCane Godman och Osbert Salvin 1878. Apodemia hypoglauca ingår i släktet Apodemia och familjen Riodinidae. Inga underarter finns listade i Catalogue of Life.